# Cromatografia a permeazione di gel

Schema di una colonna a permeazione di gel

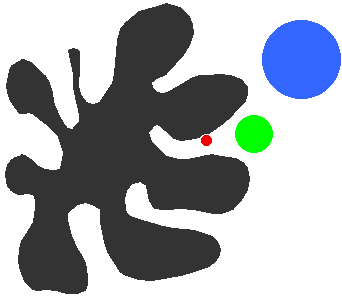
Schema delle dimensioni dei pori del gel contro quelle delle molecole dei vari soluti

La cromatografia a permeazione di gel (in inglese: gel permeation chromatography, GPC) è una tecnica di separazione fisica utilizzata principalmente per l'analisi di materiali polimerici ad alto peso molecolare.
La GPC è un particolare tipo di cromatografia di esclusione molecolare. Il termine gel permeation chromatography viene nominato per la prima volta in uno studio del 1964 di J.C. Moore della Dow Chemical Company, che cedette i diritti alla Waters Corporation, la quale successivamente commercializzò questa tecnologia a partire dal 1964.
I gel utilizzati oggi per l'impaccamento delle colonne lavorano con il principio del "setaccio molecolare": il soluto che passa attraverso la colonna subisce un rallentamento proporzionale alle dimensioni delle particelle e alle dimensioni dei pori.
Poiché non vi è alcun tipo di legame chimico tra soluto e gel (o almeno nessun legame che abbia forza tale da determinare un'ulteriore separazione), l'ordine dei picchi in uscita andrà dalle molecole a peso molecolare maggiore (che non passano attraverso i pori e quindi escono rapidamente) a quelle di peso inferiore, le quali - percorrendo i percorsi creati dalla porosità del gel - impiegheranno un tempo maggiore a percorre la colonna.
Le colonne attualmente in uso hanno generalmente un'efficienza separativa superiore ai 70.000 piatti/metro.
Il metodo di analisi dei campioni si basa sulla creazione di curve di taratura attraverso standard di polimeri a peso noto e su una successiva analisi per confronto. Solitamente il polimero standard è polistirene monodisperso non reticolato.
Esistono dei modelli matematici che permettono di calcolare preventivamente il tempo di eluizione di un campione conoscendo le caratteristiche della macchina, la velocità del solvente e il peso molecolare teorico della molecola. Questi sono però molto approssimativi, in quanto non riescono a tener conto delle dimensioni effettive delle particelle e della loro forma, che influenza in modo notevole la velocità di riempimento dei pori.
Inoltre, un parametro molto importante da tenere sempre presente (in genere viene fornito dal produttore delle colonne) è il volume utile del percorso: esso rappresenta la frazione di volume di gel contenuto nella colonna che è effettivamente raggiungibile dal solvente e in seguito dal soluto.

## Metodi analitici alternativi
Le tecniche di frazionamento campo-flusso (FFF, dall'inglese Field-Flow Fractionation) possono essere considerate un'alternativa alla GPC, specialmente quando particelle o polimeri ad alto peso molecolare possono ostruire la colonna. Le tecniche FFF si basano su una separazione all'interno di un capillare senza fase stazionaria, quindi nessuna interazione ostruttiva con l'analita può essere presente. Con la tecnica ThermalFFF è possibile separare polimeri aventi stesso peso molecolare ma diversa composizione chimica.